# 前田米蔵
前田 米蔵（まえだ よねぞう、1882年2月17日 - 1954年3月18日）は、日本の政党政治家。

## 人物
和歌山県出身だが、選挙区は中選挙区制時代の旧東京府第6区（戦後は東京都第5区）だった。衆議院議員選挙に通算10回当選し、特に戦前は総選挙に連続9回当選を果たした。戦前は立憲政友会政調会長・第1次近衛内閣参議等を歴任し、政党解消後は翼賛政治会筆頭総務・翼政会総務会長・大日本政治会顧問等を歴任した。
心理学者の前田嘉明は米蔵の次男。

## 経歴
1902年、東京法学院（現・中央大学）を卒業。翌1903年、弁護士を開業。弁護士時代に政友会所属の政治家・横田千之助の知遇を得たのが契機となり1917年、立憲政友会公認で第13回衆議院議員総選挙に立候補し初当選。1925年4月、政友会幹事長に就任。1927年、田中義一内閣の法制局長官に就任。1931年、犬養内閣の商工大臣に就任。1936年、廣田内閣の鉄道大臣に就任。1937年、政友会総裁の鈴木喜三郎が辞任したため鳩山一郎・島田俊雄・中島知久平とともに総裁代行委員に就任。政友会では親軍派として知られ同じく親軍派の総裁代行委員である中島を担いで政友会内の親軍派派閥・中島派を結成した。1939年1月、平沼内閣の鉄道大臣に就任。同年4月30日、前田・島田ら中島派のメンバーは自派だけで臨時党大会を開き、中島を総裁に選ぶとともに党役員を発表し立憲政友会革新同盟と称した。ここに政友会は2派に分裂し、前田・島田・中島らの政友会革新同盟は立憲政友会革新派と、革新同盟に反対し久原房之助を総裁に担いだ鳩山派と久原派は立憲政友会正統派と呼ばれるようになった。前田は政友会革新同盟では最高顧問に就任している。政党解消後の1940年、大政翼賛会議会局長に就任。1944年、小磯内閣の運輸通信大臣に就任。終戦後の1945年、日本進歩党の結党に参加。1946年、公職追放。公職追放解除後の1952年、自由党公認で第25回衆議院議員総選挙に立候補して当選し政界復帰。自由党内の旧政友会中島派の議員を結集して前田派を結成したが、政界復帰時の総選挙の際に選挙違反を起こし、その影響もあって翌1953年の第26回衆議院議員総選挙に落選した。1954年3月18日、不遇のうちに72歳で没した。死去に際し、港区麻布笄町の自宅に勅使として侍従が遣わされ、祭粢料と花を賜った。

## 栄典
- 1940年（昭和15年）8月15日 - 紀元二千六百年祝典記念章[10]

## 評伝
- 古川隆久『政党政治家と近代日本―前田米蔵の軌跡』人文書院、2024年